# おおむた『大蛇山』まつり

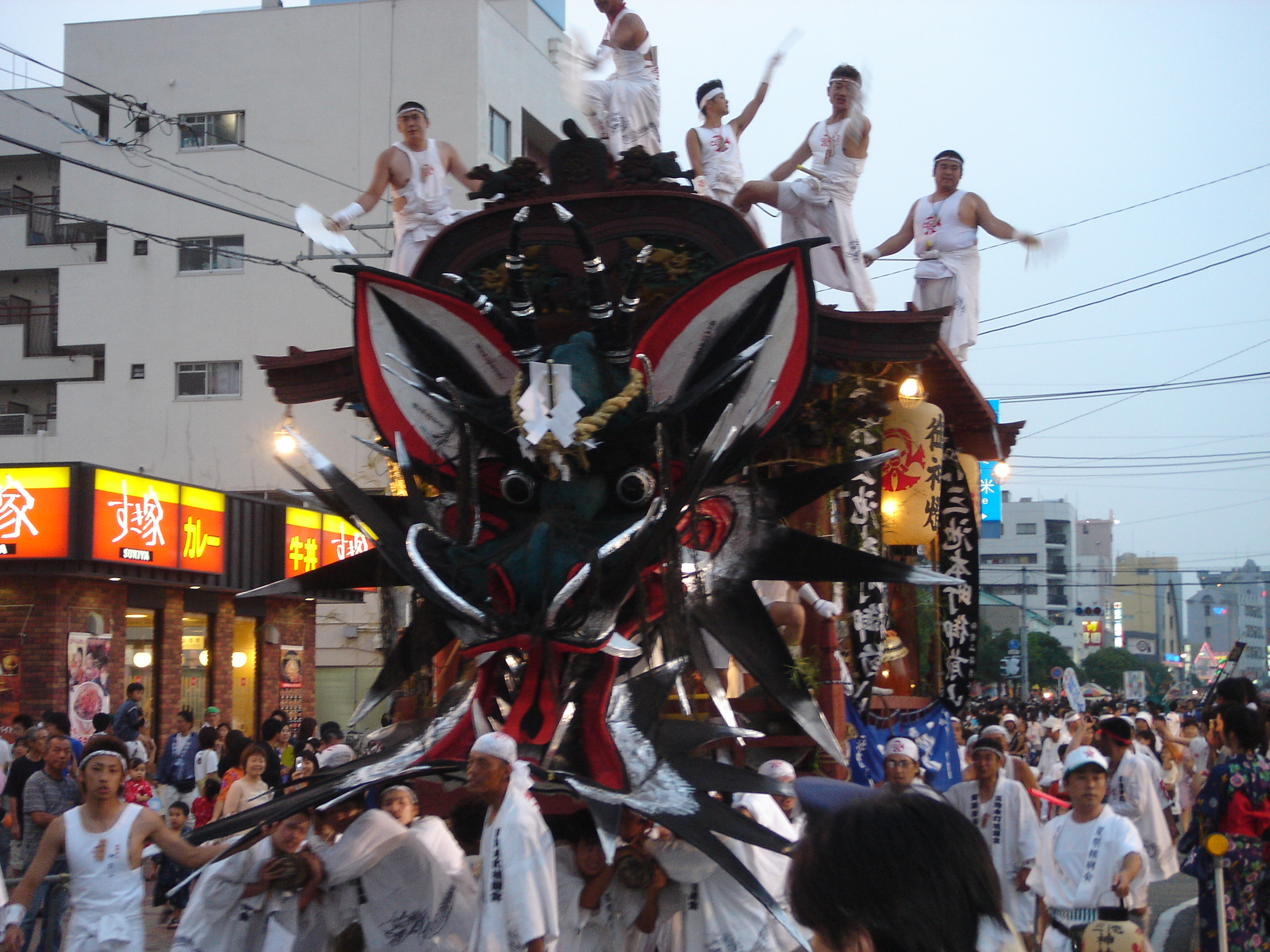
三池本町（旧柳河藩）御前山

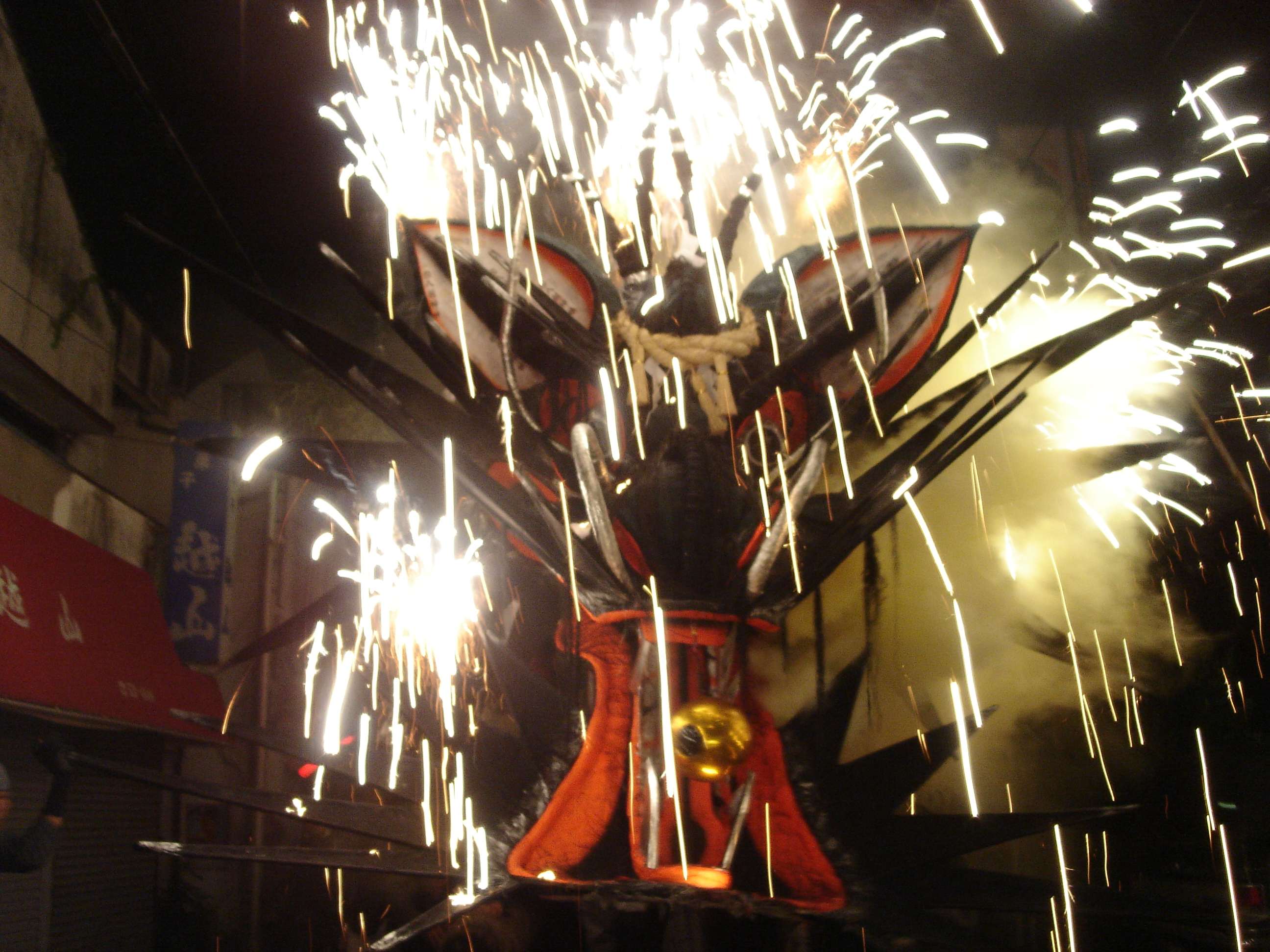
大牟田二区祇園大蛇山

「おおむた『大蛇山』まつり」（おおむた「だいじゃやま」まつり）は、毎年7月下旬に福岡県大牟田市で行われる夏祭りである。
通称「大蛇山」。
また、大太鼓や鐘を使った囃子をはじめ、爆竹を鳴らしたり、花火・煙幕等を撒き散らしたりと、豪快で華やかな祭りだ。

## 概要
1962年（昭和37年）、それまで行われていた三池祇園「大蛇山」、港まつり、炭都まつりが融合され、現在に至る。毎年のべ40万人の観光客で賑わう。
期間中、メイン会場となる国道389号や福岡県道・佐賀県道18号大牟田川副線の一部が大正町おまつり広場として歩行者天国となり、周辺で交通規制が敷かれる。
2017年（平成29年）の第56回は大牟田市政100周年を記念し、祇園六山巡行の開始時に初めて六山が整列して記念撮影が行われた。
1964年（昭和39年）は三井三池三川炭鉱炭じん爆発事故（発生は前年）と水害の影響で中止された。また、新型コロナウイルス感染症 (2019年)（COVID-19）による感染拡大防止のため、2020年（令和2年）に予定していた第59回は、翌2021年（令和3年）と2年連続で延期となった。また、2022年（令和4年）は新型コロナ感染対策のため掛け声禁止（拡声器使用など除く）、六山祇園のうち三山と地域大蛇山三基のみの出演であった。

### 三池祇園「大蛇山」
大牟田の大蛇山がいつ頃始まったかについては諸説あるが、三池新町の新町祇園社（現在の彌劔神社）が1640年（寛永16年）に勧請された記録が残っており、この頃から祇園祭が始まったと推測されている。その祇園祭と古くから三池地区にあった龍神信仰が融合して、現在の大蛇山の原型ができたと伝えられており、350年以上の歴史があると考えられる。
特に柳川藩・三池藩を中心に分布する地域的特徴があり、地区内を巡行するなど祇園会（祇園祭）の形をよく残していて、柳川立花家、三池立花家と祇園信仰との関わりを考える上でも重要などの判断から、三池地区における祭礼行事「三池の大蛇山」として2010年4月14日、大牟田市無形民俗文化財に指定された。

### 大牟田祇園「大蛇山」
記録では明治4年頃、現在の本町4丁目の祇園（本宮本町彌劔神社）で、三池祇園の大蛇山に制作技術を習い作り始めた。御霊に関しては三池の祇園から分祀されたのではなく、大牟田祇園は本宮彌劔神社が直々に現在の京都の八坂神社より御霊を分祀されたと記録がある。その後、本宮彌劔神社より第三区祇園八剣神社･諏訪神社に分祀された。
この祇園祭は、素盞嗚尊（スサノオノミコト）と奇稲田姫（クシイナダヒメ）を祀る神社の祭礼である。なお、奇稲田姫を大蛇山の祭神として大牟田の祇園で祀っているのは、第二区祇園が属する大牟田神社のみである。
三池本町祇園宮･三池藩大蛇山三池新町彌剣神社･本宮彌劔神社･諏訪神社･大牟田神社第二区祇園はスサノオノミコトを祀ってある。

### 祇園六山、各山の見所（一部）
- 三池新町･三池本町の競演･･･祇園祭2日目の日曜日夕方、二山の境界の道路で二山が並び競演･交尾する。

- 第二区･第三区祇園の競演･･･祇園祭最後の夜、二山の境界の道路（大正町2丁目周辺）で二山の最終競演が行われている。競演が終わると各山は各神社に戻り山崩し奉納が行われる。

- 本宮彌劔神社･諏訪神社の競演･･･祇園祭最後の夜、二山の境界付近ですれ違い競演される。花火の競演は見ものである。競演後、本宮山は神社に戻り宵山（巡行）が行われ山崩しが行われる。諏訪神社は、神社に戻り神社前で花火の演出があり山崩しが行われる。

### 港まつり
港まつりは、海の日とその直前の土曜日・日曜日、大牟田市南西部、熊本県荒尾市との県境に近い四ツ山・県堺地区で行われる。記念式典や海事功労者の表彰を皮切りに、子供みこしや海洋教室、大蛇山（県堺大蛇など）の競演など多彩な催しが行われ、海の代表的な祭りとなっている。

### 1万人の総踊り
7月の第4土曜日の祇園六山巡行の前に、福岡県の代表的な民謡である炭坑節や、まつりの名称ともなっている大蛇山にちなんだ大蛇山ばやしにあわせた盆踊りが行われ、1万人の総踊りと呼ばれている。
参加団体は大牟田市内外から企業・学校、あるいは個人も含めた多くの人々が参加している。かつて三井三池炭鉱（1997年3月31日限りで閉山）があった大牟田らしく、炭鉱夫の格好をしたキャップランプ隊も登場する。
炭坑節・大蛇山ばやしを二回ずつ踊り、その後優秀団体（特別賞・一位・二位・三位）の表彰が行われる。

### おおむた海上花火大会
おおむた海上花火大会は、大牟田市岬町の帝京大学福岡キャンパス駐車場がメインにて行われる花火大会である。
約8000発の花火が打ち上がる。

## 大蛇山
まつり期間中、三池本町山（彌劍神社）・三池新町山（弥剣神社）・本宮彌劔神社・諏訪神社・第二区祇園（大牟田神社）・第三区祇園（八剣神社）からなる祇園六山のほか、商店街や公民館などの各団体が製作した「地域山」と呼ばれる大蛇山をそれぞれの地区が巡行させている。
近年になって、大正町おまつり広場にて上記の祇園六山による祇園六山巡行や、商店街や公民館などの各参加団体と一部の祇園六山による大蛇山大集合パレードが行われるようになり、観光客の見所となっている。また、近年は隣接する熊本県玉名郡南関町の南関祇園もパレードに参加している。

### 祇園六山（順不同）
- 三池本町祇園宮（三池祇園）

雲龍の彫刻の山車（御前山）が特徴的な三池本町の御前山は、島原の乱の軍功のご祝儀として旧柳河藩から贈られたと伝えられ、歴史の重みを感じさせる重厚な造りで、豪華絢爛である。 囃子（樂）は上り樂と下り樂があり出兵時の軍樂だったと云われている。
大蛇の顔は黒、緑、朱の3色で塗られ、こぶが3つあるのが特徴。雄の大蛇である。
- 三池藩大蛇山三池新町彌剣神社（三池祇園）

昇天龍や金の蹄を持った謎の動物など見事な彫刻が施された山車と意匠を凝らした大蛇が特徴。三池藩主から下賜されたこの山車は、御前山の愛称で親しまれており、古くは1674年（延宝2年）に、現在使用中の山車は1852年（嘉永5年）に賜ったと伝えられる。
大蛇の顔はこぶが1つで緑を基調とした配色が特徴。三池本町山に対してこちらの大蛇は雌である。
- 本宮彌劔神社（大牟田祇園）

彌劔神社は現在の京都八坂神社に氏子衆が直接訪ねて分祀された神社。大牟田祇園･諏訪祇園の本宮でもある。祭りは当初、旧暦6月13日・14日に五穀豊穰、疫病、火災、洪水、旱魃、魔除けとしてはじめられた。大牟田祇園での大蛇山と、囃子「じゃじゃりこじゃん」の発祥である。
- 諏訪神社（諏訪祇園）

諏訪山の大蛇は、荒々しさを特徴とした男大蛇と呼ばれ、首を大きく左右に振りながら練り歩く。諏訪神社の境内に本宮彌劔神社より分祠された八剣神社がある。
白色の大蛇を1番最初に製作したのが諏訪山。10年に一度(最近では平成29年、大牟田市政100周年を記念して)白色の大蛇を製作している。
- 大牟田神社第二区祇園（大牟田祇園）

古くは銀座住吉山と呼ばれる大牟田神社第二区祇園山は、宝珠を大蛇の口の中に持つのが特徴。これまで大阪御堂筋パレードや博多どんたくなどに山車を出場させた山である。古来よりの黒・朱・青緑の三色にこだわって平成10年から大蛇を自主製作している。山車の後方を囃子に合わせて踊る女神輿を初めて取り入れた山である。
- 第三区祇園八劔神社（大牟田祇園）

本宮彌劔神社より分祠された。大蛇山は昭和初期からはじめられ、第三区祇園の名で呼ばれている。大蛇の製作は昭和57年から自主製作されている。三池新町山から伝授された技術、製法に新しい技術を加えながら研鑽を重ねており、緑の配色が基調。
平成3年から区切りの年に（最近では令和4年)金色を基調とした大蛇を製作した。

### 地域山（順不同）
- 県堺大蛇山 昭和40年、三川町商店街繁栄会大蛇山として始まった。大牟田市と熊本県荒尾市の県境に位置することから、後に県堺大蛇山となり現在に至る。
- 船津翔龍會 平成15年、大牟田市の発展と、地域の活性化を目的に始まった。結成当初から代々白の大蛇山が特徴である。
- 明治泰龍會
- 吉野睦會
- 手鎌大蛇玄武會 平成18年、手鎌地区の郷土愛を育んで貰うために始まった。最も北方にある大蛇山という事で、北方の守り神である玄武からとり「手鎌大蛇玄武會」となった。
- 上官大蛇上龍會 昭和50年に始まった。白い気焔（きえん）を噴き出すのが特徴。
- 金龍会下里山（こんりゅうかいさがりやま） 昭和60年代に子供神輿として大牟田夏祭りに参加。平成13年に大蛇山を制作。金龍会下曲山の「金」は金比羅神社にあやかり、「下曲山」は明治時代にこの地域が下曲（さがり）村と呼ばれていた事に由来する。
- 勝立大蛇山
- 栄町龍榮會
- 新栄町龍山會 昭和63年、新栄町商店街振興組合の下部組織として始まった。
- 通町大蛇山龍神會 平成17年、熊野神社より紋を頂き始まった。
- 童龍会大蛇山
- 旭栄会子供大蛇山

### かませ
大蛇の口に子供を入れて無病息災を願う行事｢かませ｣は、もともと祇園六山に伝わる神事である。
そのため、祇園六山以外の大蛇山は同様の行為を｢健康祈願｣等と称して区別している。

## 他の祭り・イベントへの参加実績

### ホノルル・フェスティバル
アメリカ合衆国ハワイ州・オアフ島で毎年開催されているホノルルフェスティバルに1998年から7回連続して参加した。現地にはホノルル大蛇山があり、2008年6月にフェスティバル参加者が中心となり支援団体を結成しており、毎年グランド・パレードのとりを飾っている。

### その他（過去・予定を含む）
- 京都まつり'98～京都市自治100周年記念（京都府京都市）
- 御堂筋パレード（大阪府大阪市）
- アジア太平洋博覧会（福岡県福岡市）
- 博多どんたく（福岡県福岡市）
- わっしょい百万夏まつり（福岡県北九州市）
- ダイドードリンコ日本の祭り2008[4]
- 日本のまつり・The MATSURIサミット[5]（2008年10月12日、埼玉県さいたま市）
- 第1回ウラヤス・フェスティバル（2010年9月19日、千葉県浦安市）
- ふくしまフェスティバル(2012年5月26日、福島県会津若松市)、(2013年6月1日、福島県郡山市)
- 祭りアイランド九州(2019年9月28日、熊本県熊本市)

## 関連記事
- 祇園祭
- 大蛇山 (祭り)
  - 中島祇園祭り
  - 江浦町祇園祭
  - 渡瀬祇園祭
  - なんかん夏まつり